# Rocznik Toruński
„Rocznik Toruński” – czasopismo ukazujące się od 1966 roku. Jego wydawcą jest Towarzystwo Miłośników Torunia. W piśmie publikowane są prace popularnonaukowe (artykuły i recenzje) dotyczące historii Torunia. Redaktorem naczelnym jest obecnie Agnieszka Zielińska.